# Hanns Jungnik Freiherr von Wittken
E. G. F. Hanns Jungnik Freiherr von Wittken (geboren 31. Dezember 1888 in Brätz, Landkreis Meseritz; gestorben nach 1943) war ein deutscher Antisemit und Nationalsozialist, der durch Schriften zum „urarischen Strafrecht“ an der Entwicklung des nationalsozialistischen Strafrechts mitwirkte.

## Leben
Drei Jahre nach der Geburt von Hanns Jungnik Freiherr von Wittken zog 1891 seine Familie nach Neutomischel um. Am Auguste-Viktoria Gymnasium zu Posen legte er das Abitur ab. In Breslau, Greifswald und Königsberg studierte er sieben Semester lang klassische Philologie und Theologie. Nach einem freiwilligen Jahr im 5. Fußartillerieregiment zu Posen verbrachte er die Vorbereitungszeit auf die Staatsprüfung und die geplante Promotion teilweise als Lehrer an der Privatschule „Pädagogium Dr. Bark“ zu Berlin-Lankwitz. Im Ersten Weltkrieg wurde er als Unteroffizier einberufen. Am 29. Juli 1915 bestand er mit der Note „gut“ sein philosophisches Doktorexamen an der Universität Gießen auf Grund seiner Schrift „Das Problem der sittlich-religiösen Bildung nach Kant und A. H. Niemeyer“. Am 24. Juni 1916 bestand er im Wissenschaftlichen Prüfungsamt zu Königsberg das Examen pro facultate docendi und erweiterte es am 25. Juli 1919 in Breslau um die lateinische Oberfacultas.
Nach der Prüfung im Juni 1916 verlor er als Soldat sein linkes Gehör und wurde als militärdienstuntauglich entlassen. Am 1. Dezember 1916 wurde er zur Ableistung des Referendarjahres an das Friedrich-Wilhelms-Gymnasium zu Posen berufen. Ab Ostern 1917 vertrat er die Stelle eines Oberlehrers am Königlichen Wilhelmsgymnasium zu Krotoschin.
1918 siedelte Hanns Jungnik Freiherr von Wittken mit seiner Ehefrau Martha Maria, geborene Becher, nach Berlin um. Am 30. Juli 1921 wurde er zum Studienrat am Gymnasium in Berlin-Tempelhof „gewählt“.
1927, im Alter von 39 Jahren, begann er neben seinem Beruf Jura zu studieren. Nach acht Semestern wurde er am 7. Juli 1931 von der Universität Erlangen mit der staatsrechtlichen Arbeit „Die Rechtslage der preußischen Volksschultypen“ zum Dr. jur. promoviert.
In Folge seiner Kenntnisse der Pandekten erhielt er am 25. April 1933 einen Lehrauftrag der Juristischen Fakultät der Universität Berlin und hielt drei Jahre lang Vorlesungen über römisches Recht.
Am 28. Juli 1933 schloss er seine zweite Ehe; mit Helene, geborene Wermuth, hatte er mehrere Kinder.
Ein Nervenleiden und der Verlust des verbliebenen rechten Gehörs zwangen ihn 1936, seine beruflichen Tätigkeiten als Lehrer und Lehrbeauftragter aufzugeben.
Am 29. Mai 1936 erhielt er im Namen des Führers Adolf Hitler das Ehrenkreuz für Frontkämpfer und am 26. September 1938 das Treudienst-Ehrenzeichen.

## Untermauerung des rassistischen Strafrechts des Nationalsozialismus
1943 wurde der selbstverfasste Lebenslauf Hanns Jungnik Freiherr von Wittkens mit dem Titel Mein Lebenslauf und Nachweis arischer Abstammung im Rahmen einer Sippengeschichte veröffentlicht. Nach dieser eigenen Darstellung bat ihn Adolf Hitler 1936 „mit wissenschaftlichen Schriften zum Zwecke der Untermauerung der nationalsozialistischen Weltanschauung vor die Öffentlichkeit zu treten“. Von seinen bereits fertiggestellten „NS-Schriften“ hätten 1943 nur zwei aufgrund des Zweiten Weltkrieges bereits gedruckt werden können: „Die nationalsozialistischen Blutschutzgesetze im Spiegel des urarischen Strafrechts“ und „Die urarische Quelle der Idealgesetze des Plato als Grundlage eines Entwurfs des neuen völkischen Strafrechts“.
Im Vorwort der Monographie Hanns Jungnik Freiherr von Wittkens über die sogenannten “nationalsozialistischen Blutschutzgesetze”, zu denen u. a. das Gesetz zur Verhütung erbkranken Nachwuchses von 1933 und die Nürnberger Gesetze von 1935 gehörten, ist zu lesen:
„[...] es ist mir – so glaube ich – geglückt, mit Hilfe der ältesten indischen, hellenischen, italischen und germanischen Quellen und des noch hier und dort aus den Isländer-Sagas sprühenden urarischen Empfindens einen Kern herauszuarbeiten, der – weil er sich um das Heiligste dreht allen altarischen Völkern gemeinsam ist – zweifellos nicht nur urarisch ist, sondern – wie die vergleichsweise gegenüber gestellte semitische Ideenwelt beweist – sogar typisch urarisch.

Diese so gewonnenen Prinzipien der urarischen Weltanschauung habe ich dann den Prinzipien der nationalsozialistischen Weltanschauung gegenübergestellt.“
Im Literaturverzeichnis dieser Schrift werden u. a. Johann von Leers, Herbert Meyer, Alfred Rosenberg und Carl Schmitt mit „Staat, Bewegung, Volk“ 1934 erwähnt.
Im Vorwort zu der Schrift über Platons Gesetze als Grundlage des völkischen Strafrechts, an dem maßgebend Roland Freisler seit 1933 arbeitete, ist zu lesen:
„Ich bin mir natürlich bewußt, daß das rohe urarische Strafrecht dem kulturellen Fortschritt nicht mehr entspricht, halte es aber für eine unerschöpfliche Quelle rein arischer Ideen, die das kommende völkische Strafrecht sinngemäß auszuwerten hat, wenn es fest fundiert und infolge rassischer Aufzucht unseres Volkes nicht gar zu bald überholungsbedürftig sein soll.“
Im Literaturverzeichnis dieser Schrift wird nun auch der unter den Nationalsozialisten als „Rasse-Günther“ bekannte Hans F. K. Günther genannt, der bereits 1928 „Platon als Hüter des Lebens“ gepriesen hatte.

## Schriften
- Das Problem der sittlich-religiösen Bildung nach Kant und  A. H. Niemeyer, Berlin: Trenkel 1915 (51 Seiten)
- Die Rechtslage der preußischen Volksschultypen, (Jur. Diss. Erlangen) 1931 (58 Seiten)
- Die nationalsozialistischen Blutschutzgesetze im Spiegel des urarischen Strafrechts, Berlin: Verlag von E. S. Mittler & Sohn 1938 (214 Seiten)
- Die urarische Quelle der Idealgesetze des Plato als Grundlage eines Entwurfs des neuen völkischen Strafrechts, Berlin: Verlag von E. S. Mittler & Sohn 1938 (95 Seiten)
- Mein Lebenslauf und Nachweis arischer Abstammung im Rahmen einer Sippengeschichte, Berlin 1943 (11 Seiten) Vgl. im SWB Online-Katalog 109641086